# Klaus Neitmann
Klaus Neitmann (né le 22 août 1954 à Minden, Westphalie) est un archiviste et historien allemand. De 1993 à 2020, il est directeur des Archives principales d'État de Brandebourg.

## Biographie
Klaus Neitmann est le fils d'August et Hildegard Neitmann, née Lubbert. Après avoir obtenu son diplôme d'études secondaires à Minden en 1973, il effectue son service militaire de base de 1973 à 1974. De 1974 à 1979, il étudie l'histoire et les études romanes (français) à l'Université de Göttingen et obtient en 1979 une maîtrise et en 1983 l'examen d'État dans les deux matières. En 1984, il reçoit son doctorat. De 1984 à 1986, il suit une formation d'archiviste scientifique aux Archives d'État secrètes du patrimoine culturel prussien (de) à Berlin et à l'École d'archives de Marbourg (de). De 1986 à 1993, il est archiviste aux Archives secrètes d'État du patrimoine culturel prussien. De 1993 jusqu'à sa retraite le 1er mai 2020 (le successeur est Mario Glauert), il est directeur des archives principales d'État de Brandebourg à Potsdam. En 2008, il se qualifie en tant que professeur et depuis lors, il est également chargé de cours à l'Université de Potsdam.
Neitmann étudie l'histoire allemande médiévale, l'histoire de l'Ordre Teutonique et l'histoire du Brandebourg et de la Prusse. Il est co-rédacteur en chef des revues Preussenland, Jahrbuch für die Geschichte Mittel- und Ostdeutschlands (de), Blätter für deutsche Landesgeschichte (de) et éditeur de la série Veröffentlichungen des Brandenburgischen Landeshauptarchivs, Quellen, Findbücher und Inventare des Brandenburgischen Landeshauptarchivs et Brandenburgische historische Studien. Il est président de la Commission historique de Brandebourg (de) et membre de la Commission historique pour la recherche d'État de Prusse-Orientale et Occidentale, de la Commission historique prussienne, de la Commission historique de la Baltique (de), de la Commission historique de Berlin et de l'Association d'histoire constitutionnelle (de).
Neitmann est marié et a quatre enfants.

## Publications
Neitmann publie plus de 130 articles spécialisés dans des revues et anthologies ainsi que les monographies suivantes :
- Klaus Conrad, Klaus Neitmann, Ernst Manfred Wermter (Beitr.); Udo Arnold (dir.): Ordensherrschaft, Stände und Stadtpolitik. Zur Entwicklung des Preußenlandes im 14. und 15. Jahrhundert (= Schriftenreihe Nordost-Archiv, Heft 25; = Tagungsberichte der Historischen Kommission für Ost- und Westpreussische Landesforschung, Heft 5). Nordostdeutsches Kulturwerk, Lunebourg 1985,  (ISBN 3-922296-30-0).
- Klaus Neitmann: Die Staatsverträge des Deutschen Ordens in Preußen 1230–1449. Studien zur Diplomatie eines spätmittelalterlichen deutschen Territorialstaates (= Neue Forschungen zur brandenburg-preußischen Geschichte, Band 6). Böhlau, Köln/ Wien 1986,  (ISBN 3-412-05185-3); zugleich: Dissertation, Universität Göttingen, 1983/84.
- Klaus Neitmann: Der Hochmeister des Deutschen Ordens in Preußen. Ein Residenzherrscher unterwegs. Untersuchungen zu den Hochmeisteritineraren im 14. und 15. Jahrhundert (= Veröffentlichungen aus den Archiven Preußischer Kulturbesitz, Volume 30). Böhlau, Cologne/ Vienne 1990,  (ISBN 3-412-16789-4).
- Klaus Neitmann, Kathrin Schröder und Kärstin Weirauch: „Ist Zierde des Landes gewest“. Lübben (Spreewald) im Spiegel archivalischer Quellen (= Einzelveröffentlichung des Brandenburgischen Landeshauptarchivs, Volume 2). Be.bra-Wissenschafts-Verlag, Berlin 2006,  (ISBN 3-937233-28-8).

en tant que (co-)éditeur :
- Klaus Neitmann (dir.): Landtag des Landes Brandenburg 1945–1952 (Ld. Br. Rep. 201) (= Findbücher und Inventare des Brandenburgischen Landeshauptarchivs, Volume 1). Brandenburgisches Landeshauptarchiv, Potsdam 1994.
- Friedrich Beck, Klaus Neitmann (dir.): Brandenburgische Landesgeschichte und Archivwissenschaft. Festschrift für Lieselott Enders (de) zum 70. Geburtstag (= Veröffentlichungen des Brandenburgischen Landeshauptarchivs, Volume 34). Böhlau, Weimar 1997,  (ISBN 3-7400-0888-1).
- Lieselott Enders, Klaus Neitmann (dir.): Brandenburgische Landesgeschichte heute (= Brandenburgische historische Studien, Volume 4). Verlag für Berlin-Brandenburg, Potsdam 1999,  (ISBN 3-930850-72-9).
- Klaus Neitmann (dir.): Im Dienste von Verwaltung, Archivwissenschaft und brandenburgischer Landesgeschichte. 50 Jahre Brandenburgisches Landeshauptarchiv. Beiträge der Festveranstaltung vom 23. Juni 1999 (= Quellen, Findbücher und Inventare des Brandenburgischen Landeshauptarchivs, Volume 8). Lang, Frankfurt am Main u. a. 2000,  (ISBN 3-631-36532-2).
- Winfried Meyer, Klaus Neitmann (dir.): Zwangsarbeit während der NS-Zeit in Berlin und Brandenburg. Formen, Funktion, Rezeption (= Bibliothek der brandenburgischen und preußischen Geschichte, Volume 7). Verlag für Berlin-Brandenburg, Potsdam 2001,  (ISBN 3-932981-31-6).
- Klaus Neitmann, Jürgen Theil (dir.), Olaf Gründel (Mitw.): Die Herkunft der Brandenburger. Sozial- und mentalitätsgeschichtliche Beiträge zur Bevölkerung Brandenburgs vom hohen Mittelalter bis zum 20. Jahrhundert (= Brandenburgische historische Studien, Volume 9; = Arbeiten des Uckermärkischen Geschichtsvereins zu Prenzlau, Volume 4). Verlag für Berlin-Brandenburg, Potsdam 2001,  (ISBN 3-935035-11-X).
- Klaus Neitmann (dir.): Das brandenburgische Städtewesen im Übergang zur Moderne. Stadtbürgertum, kommunale Selbstverwaltung und Standortfaktoren vom preußischen Absolutismus bis zur Weimarer Republik (= Veröffentlichungen des Brandenburgischen Landeshauptarchivs, Volume 43). Berlin-Verlag Spitz, Berlin 2002,  (ISBN 3-8305-0164-1).
- Friedrich Beck (Autor); Klaus Neitmann (dir.): Ausgewählte Aufsätze aus den Jahren 1956–2000. Beiträge zur thüringischen und brandenburgischen Landesgeschichte und zu den historischen Hilfswissenschaften (= Schriftenreihe des Wilhelm-Fraenger-Instituts Potsdam, Volume 4). Verlag für Berlin-Brandenburg, Potsdam 2003,  (ISBN 3-935035-38-1).
- Klaus Neitmann (dir.): Aus der brandenburgischen Archivalienkunde. Festschrift zum 50jährigen Jubiläum des Brandenburgischen Landeshauptarchivs (= Veröffentlichungen des Brandenburgischen Landeshauptarchivs, Volume 40). BWV, Berliner Wiss.-Verlag, Berlin 2003,  (ISBN 3-8305-0161-7).
- Klaus Neitmann (dir.): Im Schatten mächtiger Nachbarn. Politik, Wirtschaft und Kultur der Niederlausitz zwischen Böhmen, Sachsen und Brandenburg-Preußen (= Brandenburgische historische Studien, [Volume 5]; = Einzelveröffentlichung des Brandenburgischen Landeshauptarchivs, Volume 3). Be.bra-Wissenschaft-Verlag, Berlin und Brandenburg 2006,  (ISBN 3-937233-23-7).
- Klaus Neitmann (dir.): Die Ballei Brandenburg des Johanniterordens. Findbuch zum Bestand Rep. 9 B des Brandenburgischen Landeshauptarchivs (= Quellen, Findbücher und Inventare des Brandenburgischen Landeshauptarchivs, Volume 18). Lang, Frankfurt am Main u. a. 2006,  (ISBN 3-631-54985-7).
- Klaus Neitmann (dir.): Der erste „Tag der Brandenburgischen Orts- und Landesgeschichte“. Dokumentation der Tagung vom 6. November 2005 in Potsdam und Leitfaden für Ortschronisten in Brandenburg (= Einzelveröffentlichungen der Brandenburgischen Historischen Kommission, Volume 9; = Einzelveröffentlichung des Brandenburgischen Landeshauptarchivs, Volume 3). Brandenburgisches Landeshauptarchiv, Potsdam 2006.
- Heinz-Dieter Heimann (de), Klaus Neitmann, Winfried Schich (de) u. a. (dir.): Brandenburgisches Klosterbuch. Handbuch der Klöster, Stifte und Kommenden bis zur Mitte des 16. Jahrhunderts (= Brandenburgische historische Studien, Volume 14). Be.bra-Wissenschaft-Verlag, Berlin 2007,  (ISBN 978-3-937233-26-0).
- Günter Bayerl (de), Klaus Neitmann (dir.): Brandenburgs Mittelstand. Auf dem langen Weg von der Industrialisierung zur Marktwirtschaft des 21. Jahrhunderts (= Cottbuser Studien zur Geschichte von Technik, Arbeit und Umwelt, Volume 33; = Einzelveröffentlichungen der Brandenburgischen Historischen Kommission, Volume 15). Waxmann, Münster u. a. 2008,  (ISBN 978-3-8309-2049-6).
- Klaus Neitmann, Heinz-Dieter Heimann (de) (dir.): Spätmittelalterliche Residenzbildung in geistlichen Territorien Mittel- und Nordostdeutschlands (= Studien zur brandenburgischen und vergleichenden Landesgeschichte, Volume 2; = Veröffentlichungen des Museums für Brandenburgische Kirchen- und Kulturgeschichte des Mittelalters, Volume 3). Lukas-Verlag, Berlin 2009,  (ISBN 978-3-86732-016-0).
- Klaus Neitmann, Winfried Schich (dir.): Geschichte der Stadt Prenzlau (= Einzelveröffentlichungen der Brandenburgischen Historischen Kommission, Volume 16). Geiger, Horb am Neckar 2009,  (ISBN 978-3-86595-290-5).
- Joachim Müller, Klaus Neitmann, Franz Schopper (de) (dir.): Wie die Mark entstand. 850 Jahre Mark Brandenburg (= Forschungen zur Archäologie im Land Brandenburg, Volume 11; = Einzelveröffentlichung des Brandenburgischen Landeshauptarchivs, Volume 9). Brandenburgisches Landesamt für Denkmalpflege und Archäologisches Landesmuseum, Wünsdorf 2009,  (ISBN 978-3-910011-56-4).
- Friedrich Beck, Kristina Hübener, Klaus Neitmann, Manfred Görtemaker (de) (dir.): Brandenburg. Neues altes Land. Geschichte und Gegenwart (= Brandenburgische historische Studien, Volume 15). Be.bra-Wissenschafts-Verlag, Berlin/ Brandenburg 2010,  (ISBN 978-3-937233-66-6).
- Klaus Neitmann, Friedrich Beck (dir.): Lebensbilder brandenburgischer Archivare und Landeshistoriker. be.bra wissenschaft, Berlin 2013,  (ISBN 978-3-937233-90-1).
- Klaus Neitmann, Ilgvars Misāns (de): Leonid Arbusow (1882–1951) und die Erforschung des mittelalterlichen Livlands. Böhlau, Cologne 2014,  (ISBN 978-3-412-22214-7) (= Quellen und Studien zur baltischen Geschichte, Volume 24).